# Вербівка (Самбірський район)
Вербі́вка — село в Бісковицькій сільській громаді Самбірського району Львівської області України. Населення становить 356 осіб (2001).

## Назва
Раніше — В'єнцковичі, що зафіксовано Географічним словником Королівства Польського та інших слов'янських земель. Село було куплене в 1820-х роках Миколою Нападевичем — деканом і ректором Львівського університету, який походив з простої селянської родини села Увисла на Тернопільщині. В 1834 р. Микола Нападевич отримав від цісаря Фердинанда I шляхетський титул «von Więckowski».

## Історія
На 01.01.1939 село належало до Самбірського повіту, проживало 1130 мешканців, з них 1060 українців-грекокатоликів, 10 поляків, 40 польських колоністів міжвоєнного періоду, 20 євреїв.

## Населення

### Мова
Розподіл населення за рідною мовою за даними перепису 2001 року:
| Мова       | Кількість | Відсоток |
| ---------- | --------- | -------- |
| українська | 356       | 100%     |

## Відомі особи
- Кушнір Богдан Іванович — український журналіст і письменник.